# Fritz Leandré
Fritz Leandré (ur. 13 marca 1948, zm. ? Leandré is deceased.) – haitański piłkarz grający na pozycji napastnika.
Podczas kariery piłkarskiej Fritz Leandré grał w Racingu Port-au-Prince.
W reprezentacji Haiti Fritz Leandré grał w latach siedemdziesiątych. Podczas Mistrzostw Świata 1974 w RFN Fritz Leandré zagrał w meczu z reprezentacją Argentyny, wchodząc na boisko w 57 min. za Guy Saint-Vila.